# Daniel Carlsson (Eishockeyspieler)
Daniel Carlsson (* 24. Februar 1977 in Linköping) ist ein ehemaliger schwedischer Eishockeyspieler, der in der Svenska Hockeyligan für den Linköpings HC und Djurgårdens IF sowie für Rouen Hockey Élite 76 und die ASG Angers in der französischen Ligue Magnus aktiv war.

## Karriere
Daniel Carlsson begann seine Karriere als Eishockeyspieler in seiner Heimatstadt in der Nachwuchsabteilung des Linköpings HC, für dessen Profimannschaft er von 1993 bis 1996 in der damals noch zweitklassigen Division 1 aktiv war. Anschließend spielte der Verteidiger ebenfalls drei Jahre lang für Djurgårdens IF in der Elitserien, wobei er in der Saison 1997/98 parallel für den Huddinge IK in der Division 1 antrat. Zur Saison 1999/2000 wechselte er zu seinem Ex-Club Linköpings HC, nachdem dieser in der Zwischenzeit in die Elitserien aufgestiegen war. 
Von 2000 bis 2010 stand Carlsson bei Rouen Hockey Élite 76 in der Ligue Magnus unter Vertrag. Mit den Franzosen wurde er in diesem Zeitraum fünf Mal Französischer Meister (2001, 2003, 2006, 2008 und 2010), gewann drei Mal die Coupe de France (2002, 2004 und 2008), sowie 2008 die Coupe de la Ligue. Darüber hinaus stand er mit seiner Mannschaft 2008 im Finale der Coupe de France sowie 2007 im Finale der Coupe de la Ligue. In der Saison 2008/09 erreichte er auf europäischer Ebene mit Rouen den zweiten Platz im IIHF Continental Cup. Persönlich wurde er 2005 in das All-Star Team der Ligue Magnus gewählt.
Vor der Saison 2010/11 wechselte Carlsson innerhalb der Ligue Magnus zur ASG Angers, wo er zwei Jahre spielte. Anschließend stand er bei Brest Albatros Hockey unter Vertrag, mit deren Mannschaft er 2013 den Aufstieg in die Ligue Magnus schaffte. 2014 beendete er seine Karriere.

### International
Für Schweden nahm Carlsson an der Junioren-Weltmeisterschaft 1997 teil.

## Erfolge und Auszeichnungen
- Französischer Meister (5×): 2001, 2003, 2006, 2008, 2010
- Sieger Coupe de France (3×): 2002, 2004, 2005
- Finalist Coupe de France (1×): 2008
- Sieger Coupe de la Ligue (1×): 2008
- Finalist Coupe de la Ligue (1×): 2007
- Französisches All-Star Team (1×): 2005
- 2. Platz IIHF Continental Cup: 2009

## Elitserien-Statistik
(Stand: Ende der Saison 2010/11)